# 谷中城花园广场

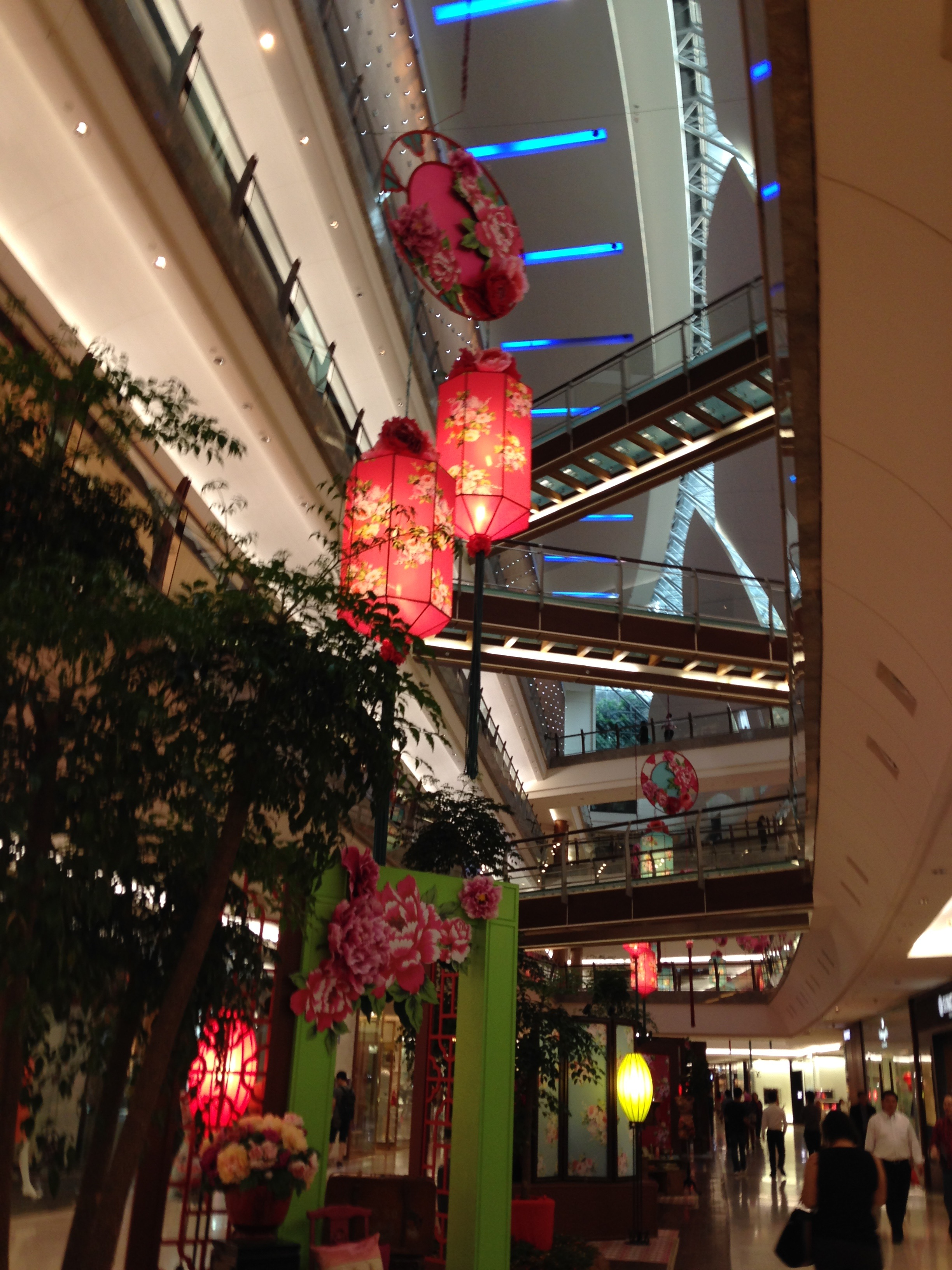
谷中城花園廣場的中庭

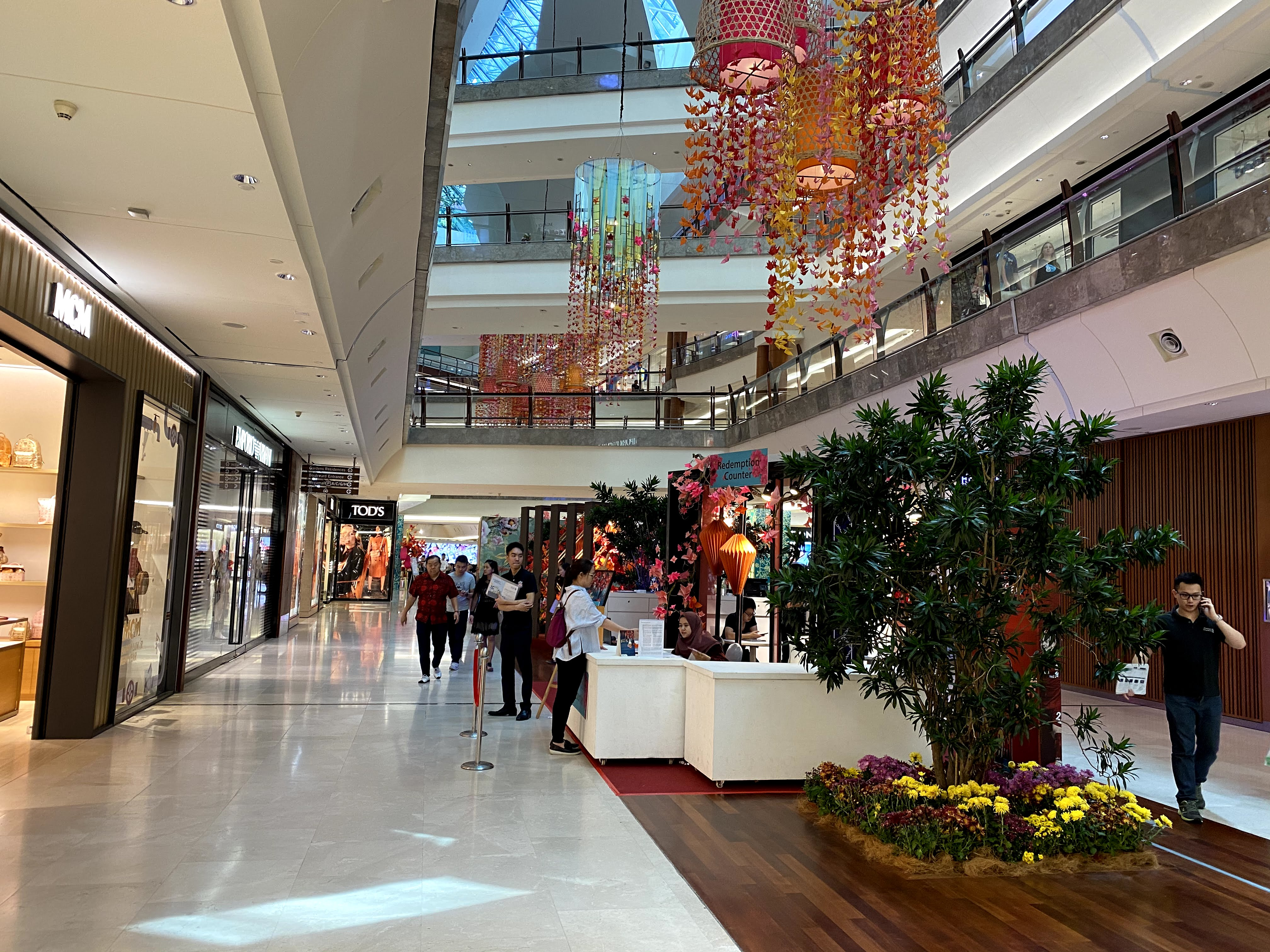
谷中城花園廣場的底樓

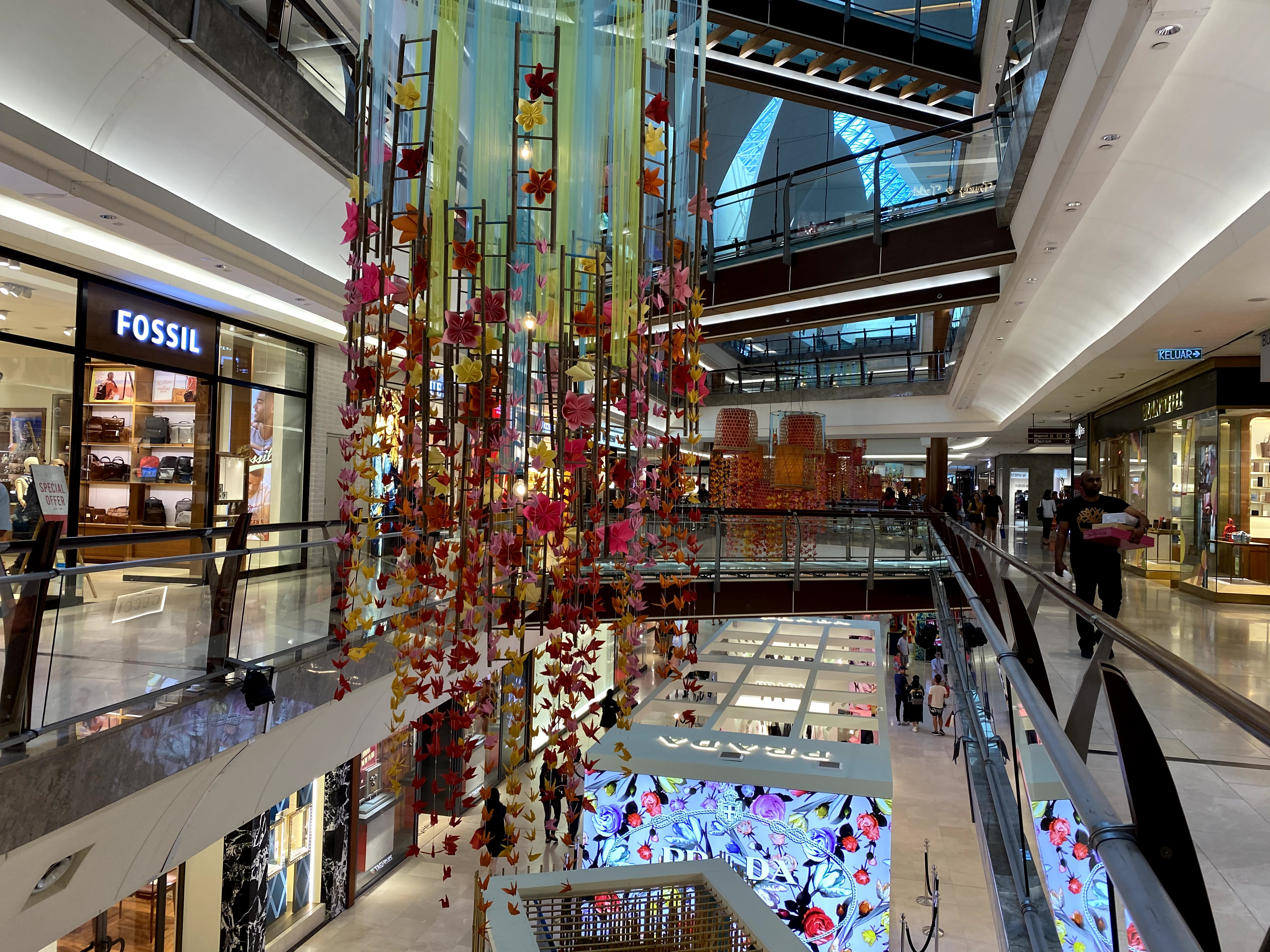
商場中庭隨著不同節日而有所裝飾，圖為2020年農曆新年之裝飾

谷中城花園廣場(英語：Mid Valley The Gardens Mall)位於吉隆坡市郊的谷中城（Mid Valley City），是怡保花園集團(IGB Group)在谷中城內的其中一項旗艦型計劃，由南北兩座高達31樓商業辦公大樓、一座27樓擁有430間客房的花園飯店（Gardens Hotel）、一座30樓的高級服務公寓及一座5層樓高，200間商舖的購物中心所組成。購物中心率先于2007年9月28日開幕。當地的中文媒體通常將該購物中心譯為谷中城花園廣場。

## 設計特色
谷中城花園廣場的設計特色是參考美國佛羅里達的The Gardens Plaza，以大自然為主題，整間購物中心的顏色以褐色為主軸，中庭種有許多棕櫚樹及放置許多的沙發，營造花園的氣氛。此外，裙樓—購物中心的頂部擁有一座綠化公園。

## 進駐廠商
谷中城花園廣場的主要客戶群是市郊的中產階級，為了與臨近的谷中城美佳廣場做出市場區隔，商場引進的品牌多以高端精品品牌為主，包括路易威登、巴黎世家、巴寶莉、亞曼尼、愛馬仕、 普拉達、古馳等。其主要的進駐品牌如下：

### 伊勢丹
這是日資百貨伊勢丹在馬來西亞的第三間分店，百貨公司內的設計以花園為主題，放置了許多的鐵花作為裝飾。這間伊勢丹與其在馬來西亞其他分店的不同是這間沒有超級市場部門。

### 羅敏申
來自新加坡的羅敏申百貨（Robinsons），前身為擁有百年歷史的英資百貨，第一次登陸馬來西亞市場。內部設計以黑色為主，是馬來西亞第一間以此色為設計主軸的百貨。羅敏申百貨內以馬來西亞市場內擁有最齊全的臥室部門為賣點。2014年，LVMH旗下的絲芙蘭（Sephora）在底樓開幕，取代原本的化妝品部。

### 馬莎百貨
馬莎百貨（Marks & Spencer）在馬來西亞的第三間分行，以售賣英國品牌的服飾為主，也有售買一些食品。

### Cold Storage
為馬來西亞的著名超級市場，以商場內的菜市場為設計主題，以販售高檔進口食材為主。

### 關仔角(Gurney Drive)
以馬來西亞第三大城市槟城的著名景點命名，售賣槟城美食，特點是專程請了槟城15家著名餐館或街邊攤的師父料理，讓大家不必到槟城也可享用到地槟城美食。

### GSC Signature
是GSC影院首間以精品戲院為主題的戲院。

## 交通
電動火車（KTM）1 芙蓉线的 KB01 谷中城站（Mid Valley Komuter Station）設於谷中城美佳廣場旁，消費者可透過空橋前往。2019年杪，谷中城花園廣場與吉隆坡生態城（KL Eco City）之間也開設空橋，可經由吉隆坡生態城前往2 巴生港线與5 格拉那再也綫 KD01  KJ17 阿都拉胡坤站。除了鐵路，公共巴士吉隆坡快捷通（Rapid KL）的B105、B110、U60、U68、U60、U71、U76、U87及T631皆有經過這裡。

## 鄰近商場

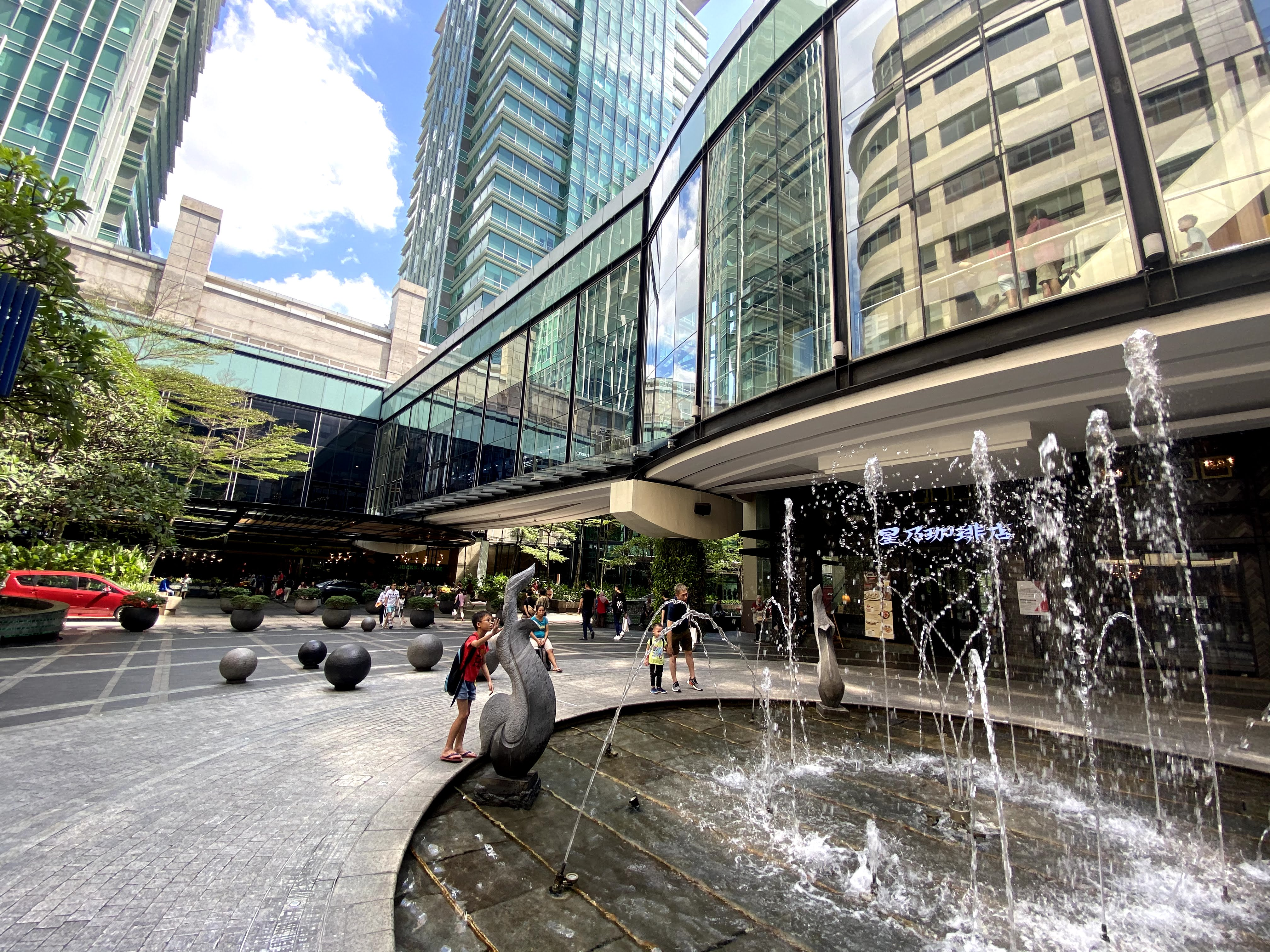
連接谷中城花園廣場與美嘉廣場的空橋

谷中城花園廣場為谷中城開發案的旗艦商場之一，該計劃的另一間商場-谷中城美佳廣場與其相鄰，設有空橋連接，2019年，與谷中城隔著巴生河相望的吉隆坡生態城（KL Eco City）開幕，並建立一條橫跨巴生河的行人天橋，因此行人可由阿都拉胡坤站經吉隆坡生態城前往谷中城花園廣場。

## 外部連結
- http://www.midvalleygardens.com.my/
- http://www.guangming.com.my/node/3943